# Journalist (Zeitschrift)
Die Zeitschrift journalist (Untertitel Das Medienmagazin) ist seit 1967 das Mitgliederheft des Deutschen Journalisten-Verbandes (DJV) und versteht sich als eine Fachpublikation für Journalisten.

## Allgemeines
Herausgeber ist der Bundesvorstand des DJV, bei dessen Geschäftsstelle in Bonn auch die Redaktion ansässig ist. Die Zeitschrift erscheint monatlich, seit 2020 im Verlag Journalismus3000 GmbH in Bonn. Chefredakteur ist Matthias Daniel. Rund 87 % der Leser sind Mitglied im DJV.

## Geschichte
Bis 1984 war Franz Stänner fünf Jahre Chefredakteur der Zeitschrift. Seit 1985 war Ulrike Kaiser Chefredakteurin. Ihre Nachfolger wurden im Juli 2007 Anna von Garmissen und Matthias Daniel.
Mit der Ausgabe Februar 2010 erhielt das Magazin ein neues Layout und eine neue inhaltliche Struktur; parallel dazu bekam auch der Internetauftritt der Zeitschrift einen Relaunch. Die derzeit acht Ressorts (Stand 2017) lauten: „Forum“, „Titel“, „DJV-Spektrum“, „Menschen & Meinungen“, „Alltag & Beruf“, „Unternehmen & Märkte“, „Innovation & Technik“ sowie „Wissenschaft & Forschung“. Dazu kommen die drei Rubriken „Editorial“, „Impressum“ sowie „Und deswegen...“.
Seit Dezember 2015 besteht eine Kooperation mit der medienkritischen Initiative Nachrichtenaufklärung.
Seit der Ausgabe Januar/Februar 2020 erscheint das Magazin in einem erneut gewandelten Layout, das von der Berliner Agentur MvonS entwickelt wurde. Über dem Titel der ersten Ausgabe stand die Frage „Wie machen wir den Journalismus besser?“. Seitdem führt Chefredakteur Matthias Daniel die Zeitschrift verlegerisch in Eigenregie. Die Fachzeitschrift erscheint nun je zur Hälfte unter den Titeln journalist und journalistin. Die Auslieferung des jeweiligen Titels hängt vom Zufall ab.

## Verlagswechsel und Rechtsstreit 2016
Bis September 2016 wurde die Zeitschrift durch den Verlag Rommerskirchen aus Remagen im Auftrag des DJV produziert. Der DJV kündigte den Vertrag zum 30. September 2016, der Verlag kündigte eine Klage dagegen an. Seit November 2016 erscheint das Heft im Hamburger New Business Verlag.
Im Internet-Auftritt wurde im Dezember 2016 noch immer der Verlag Rommerskirchen und als „aktuelle Ausgabe“ das Heft 9/16 genannt, während im Druck bereits Heft 11/16 ausgeliefert war. Der Chefredakteur schrieb dazu, die Zeitschrift sei „derzeit über ihre alten Kanäle nicht zu erreichen“.